# Costești (Argeș)

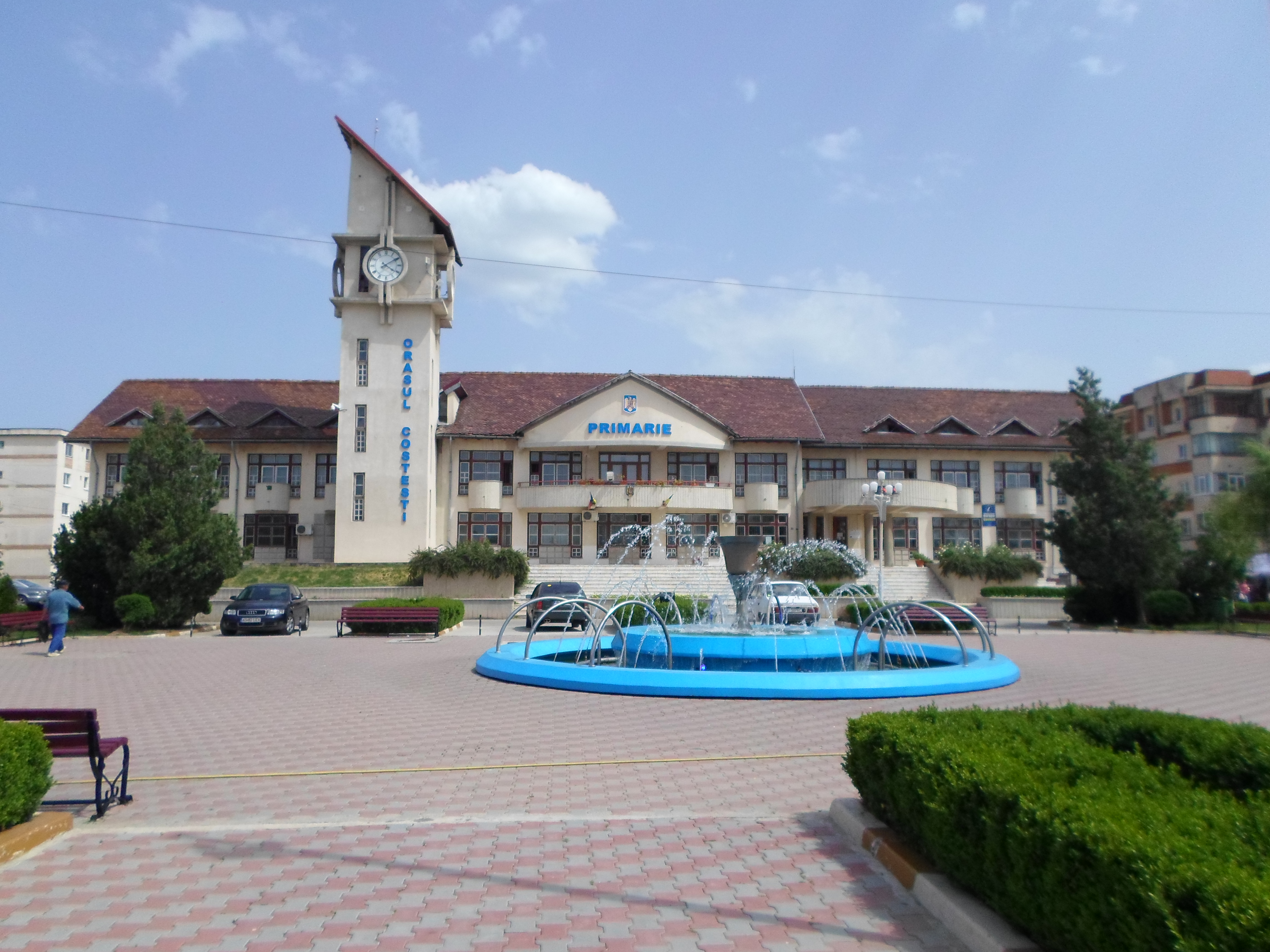
Bürgermeisteramt in Costești

Costești (Ausspracheⓘ) ist eine rumänische Stadt im Kreis Argeș.

## Lage
Costești liegt am nördlichen Rand der Walachischen Tiefebene am Übergang zum Vorland der Südkarpaten. Am Drum național 65A liegt der Ort etwa 20 Kilometer südlich von der Kreishauptstadt Pitești.

## Geschichte
Costești wurde im Jahr 1452 erstmals urkundlich erwähnt und 1968 zur Stadt erklärt.
Ein tragisches Ereignis trug sich in der Stadt am Karfreitag des Jahres 1930 zu, als in der damaligen Holzkirche 130 Personen verbrannten, die meisten von ihnen Kinder.
Die Landwirtschaft und die Lebensmittelverarbeitung sind die wichtigsten Wirtschaftszweige der Stadt. Daneben gibt es einige kleinere Industriebetriebe.

## Bevölkerung
Bei der Volkszählung 2002 wurden in Costești 10.868 Einwohner registriert, darunter 10.760 Rumänen und 102 Roma. 8440 lebten in der eigentlichen Stadt, die übrigen in den sechs Katastralgemeinden.

## Verkehr
Der Bahnhof Costești, an dem auch Schnellzüge halten, ist ein wichtiger Eisenbahnknotenpunkt im Süden Rumäniens; hier zweigt von der Strecke Pitești–Roșiorii de Vede die Bahn nach Piatra-Olt ab. 
Von Bedeutung ist außerdem der Busverkehr (regelmäßige Verbindungen nach Pitești). Durch die Stadt verläuft die Nationalstraße Drum național 65A von Pitești nach Turnu Măgurele.

## Sehenswürdigkeiten
- Denkmal für die Opfer der Brandkatastrophe von 1930